# Eleftheria i thanatos

Bandiera greca

Eleftheria i thanatos (in greco Ελευθερία ή θάνατος?, IPA: [elefθeˈri.a i ˈθanatos]; 'Libertà o Morte') è il motto della Grecia. Ha origine dalle canzoni greche della resistenza che furono potenti fattori motivanti per l'indipendenza. Fu adottato nel 1814 dalla Filikī Etaireia, un'organizzazione segreta costituita appositamente per il rovesciamento del dominio ottomano.

## Panoramica
Il motto è sorto durante la guerra d'indipendenza greca nel 1820, dove era un grido di guerra per i greci che si ribellarono al dominio ottomano. Fu adottato dopo la guerra d'indipendenza greca ed è ancora oggi in uso. Una spiegazione per le 9 strisce sulla bandiera greca è che rappresentano le nove sillabe del motto, cinque strisce blu per le sillabe Eleftheria e quattro strisce bianche per i thanatos. Il motto simboleggiava e simboleggia tuttora la risolutezza del popolo greco contro la tirannia e l'oppressione.
Parte dell'emblema della Filiki Eteria erano due bandiere con le lettere ΗΕΑ e ΗΘΣ; esse rappresentano Ή ΕλευθερίΑ Ή ΘάνατοΣ , "O libertà o morte". Questo è anche il motto della 4ª divisione di fanteria dell'esercito greco.

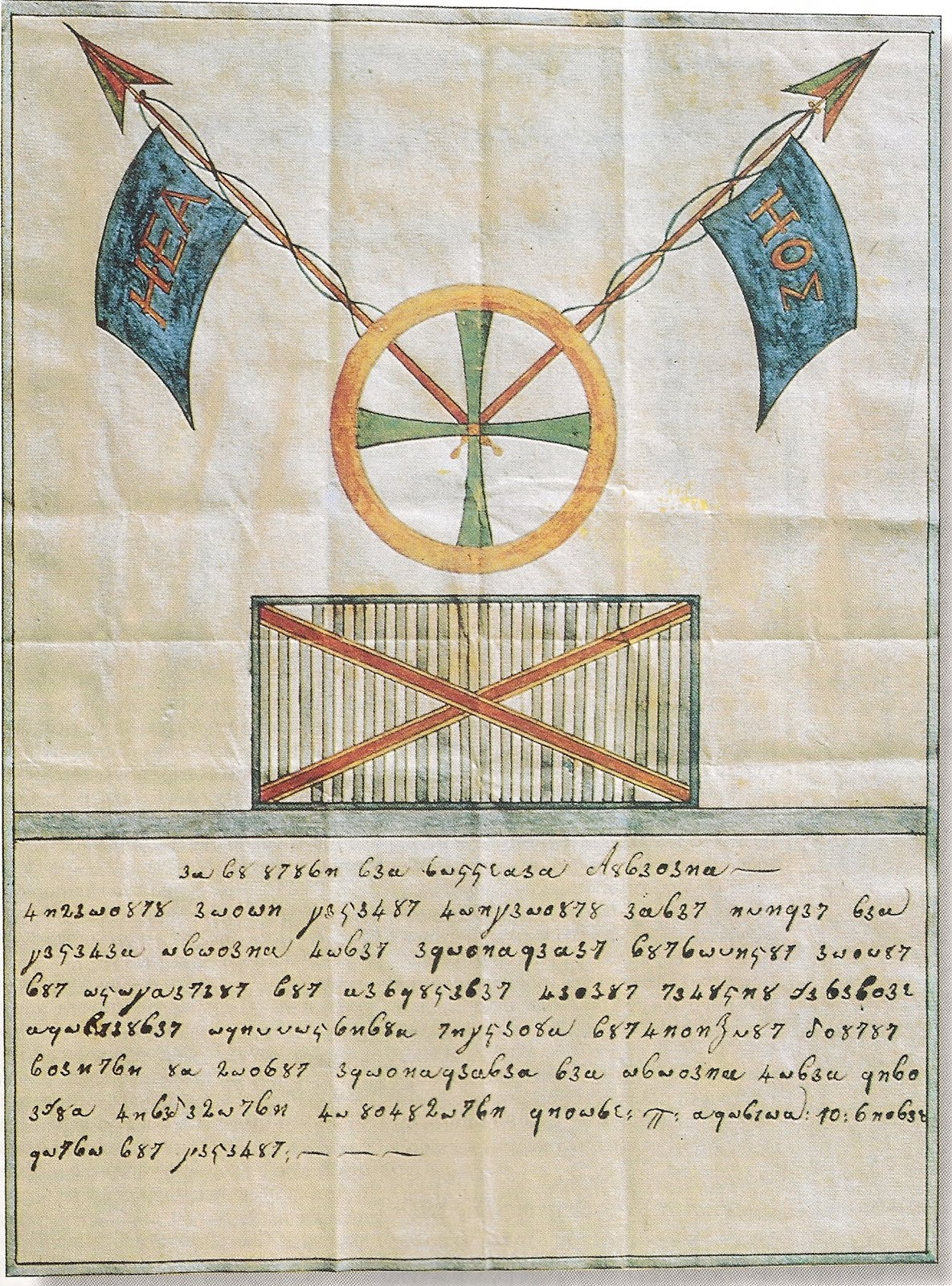
L'emblema della Filiki Eteria con la lettera ΗΕΑ e ΗΘΣ vista sulle due bandiere blu. Le lettere sono un'abbreviazione delle parole Ή ΕλευθερίΑ Ή ΘάνατοΣ ('Libertà o Morte').